# Walter Zea
Walter Zea (Guayaquil, Ecuador, 7 de enero de 1985) es un exfutbolista ecuatoriano que jugaba de mediocampista.

## Clubes
| Club                 | País    | Año         |
| -------------------- | ------- | ----------- |
| Rocafuerte FC        | Ecuador | 2000-2002   |
| El Nacional          | Ecuador | 2003-2005   |
| Universidad Católica | Ecuador | 2005 - 2006 |
| Oro F.C.             | Ecuador | 2007        |
| River Ecuador        | Ecuador | 2008        |
| Águilas              | Ecuador | 2009        |
| Municipal de Cañar   | Ecuador | 2010        |
| River Ecuador        | Ecuador | 2011        |
| Deportivo Quevedo    | Ecuador | 2012 - 2013 |
| Deportivo Cuenca     | Ecuador | 2014 - 2017 |
| Gualaceo             | Ecuador | 2017        |
| Fuerza Amarilla      | Ecuador | 2018        |
| Atlético Samborondón | Ecuador | 2022 - 2023 |